# Oxid dusičitý
Oxid dusičitý (NO2) je jedním z pěti oxidů dusíku.

## Vlastnosti
V plynném stavu jde o červenohnědý, agresivní, prudce jedovatý plyn, v kapalném stavu je to žlutohnědá látka, která tuhne na bezbarvé krystaly. Změna barvy při skupenských přechodech souvisí s rovnováhou mezi dimerní formou (N2O4, převládá v kondenzovaných fázích, je bezbarvá) a monomerní formou (NO2, je přítomna v plynné fázi, intenzivně červenohnědá):
N2O4 ⇌ 2 NO2

## Vznik a výroba
Vzniká ve spalovacích motorech oxidací vzdušného dusíku za vysokých teplot, oxidací oxidu dusného atmosférickým kyslíkem a ozónem a dále vzniká rozkladem kyseliny dusičné.
Průmyslově se vyrábí dvoustupňovou oxidací amoniaku:
4 NH3 + 5 O2 → 4 NO + 6 H2O
2 NO + O2 → 2 NO2
S vodou reaguje oxid dusičitý za vzniku kyseliny dusičné a oxidu dusnatého:
3 NO2 + H2O → 2 HNO3 + NO.

## Použití
- Oxid dusičitý je meziproduktem výroby kyseliny dusičné (HNO3);
- Silné oxidační činidlo v průmyslových procesech;
- Okysličovadlo v raketových palivech.[3]

### Okysličovadlo v raketových palivech
Kapalný oxid dusičitý se používá v dvousložkových pohonných látkách (bipropelantech) jako okysličovadlo v raketových motorech, nejčastěji v kombinaci s hydrazinem jako palivem; spalování probíhá dle rovnice
2 N2H4 + N2O4 → 3 N2 + 4 H2O.
Směs hydrazinu s oxidem dusičitým je hypergolická, tj. uvedená reakce započne automaticky po smíchání obou složek pohonné látky. Proto jsou při použití této směsi raketové motory jednodušší, neboť nepotřebují zážehový systém.

## Ekologická a zdravotní rizika

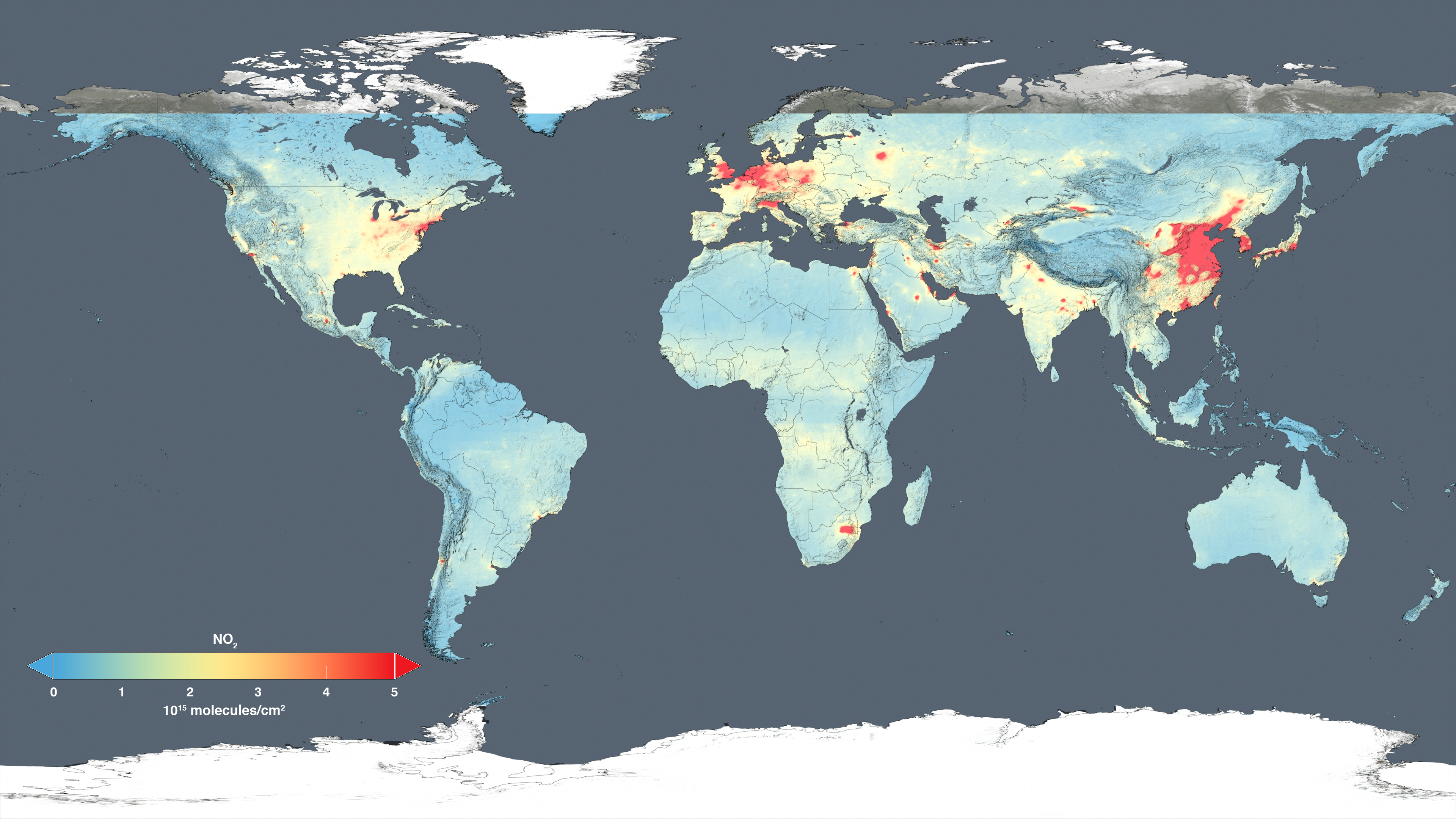
Koncentrace oxidu dusičitého v atmosféře v roce 2015.

V ovzduší patří oxid dusičitý, respektive oxidy dusíku, spolu s oxidem siřičitým, k plynům, které způsobují kyselé deště a poškozují tak životní prostředí (půda, vegetace, živočichové) i lidské výtvory (budovy, památky).
Dále je hlavní složkou fotosmogu, kdy je zdrojem atomárního kyslíku v základním stavu (O(3P); jednoatomový radikál, tripletový stav) pro přízemní ozón.

### Dopady na zdraví člověka
Vdechování vyšších koncentrací oxidů dusíku dráždí dýchací cesty – na sliznicích se rozpuštěním tvoří kyselina dusičná (HNO3). Vdechování vysokých koncentrací oxidů dusíku (běžně se v ovzduší nevyskytují) či čistých plynů vede k závažným zdravotním potížím či ke smrti.
NO2 má vliv na centrální nervový systém (CNS).
Předpokládaná rizika:
- oxidy dusíku se vážou na hemoglobin;[5]
- podíl na vzniku nádorových onemocnění (aerosol se dostane hlouběji do plic, poškození DNA).

V Česku platí pro koncentrace oxidu dusíku (s výjimkou oxidu dusného) limity v ovzduší pracovišť (PEL; NPK - P).
Oxid dusičitý může vyvolávat biochemické změny již při relativně nízkých koncentracích počínaje 30minutovou expozicí při koncentraci okolo 380 µg/m3 (0,20 ppm).
Oxid dusičitý je pohlcován hlenem dýchacích cest z 80 až 90 procent. Způsobuje záněty dýchacích cest od lehkých forem až po edém plic.
Metaanalýza ukázala, že riziko úmrtí roste o 4 % na dlouhodobou expozici koncentraci 10 μg/m³.